# Денг Гај
Денг Гај (енгл. Deng Gai; Вав, 22. март 1982) је бивши јужносудански кошаркаш. Играо је на позицији крилног центра.